# Chan (buddyzm)
Chan (chiń. 禪　pinyin: chán; sans. ध्यान dhyāna ; kor. sŏn (선), sŏn chong (선종); jap. zen (禅), zen shū (禅宗); wiet. thiền, thiền tông) – jedna z najważniejszych szkół chińskiego buddyzmu, założona w VI wieku przez Bodhidharmę.

## Termin
Chan, to chińska modyfikacja sanskryckiego terminu dhyāna (ध्यान), który oznacza medytację. Początkowo słowo to było wymawiane przez Chińczyków jako channa, a po skróceniu jako chan.
Samo pojęcie chan nie powstało od razu i właściwie weszło do powszechnego użycia na określenie medytacyjnej szkoły buddyzmu chińskiego dopiero w IX wieku. Początkowo częstym określeniem tej szkoły był termin xinzong, czyli doktryna umysłu. Nie odnosiło się to do zwykłego umysłu, czy do tego, co potocznie nazywamy umysłem, lecz do umysłu ostatecznego – do umysłu buddy. Równie często adepci nowej szkoły nazywani byli uczniami Lankavatary. Innym określeniem był termin foxin zong – szkoła serca Buddy.

## Historia

### Indie

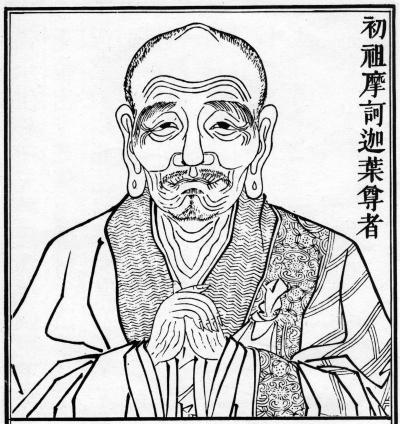
Mahakaśjapa

Chociaż za założyciela szkoły chan uważa się Bodhidharmę, to chan – według swoich wyznawców – znajdował swoje źródło wprost u Buddy Siakjamuniego. Dlatego też często nazywany był foxin zong – szkołą czy też doktryną serca Buddy, podkreślając tym, że jest, według praktykujących chan, jakby kwintesencją nauk samego Buddy. Chan odwołuje się zawsze do słynnej sceny przekazu Dharmy przez Buddę dla Mahākāśyapy na Górze Sępa (Gṛdhrakuta), gdzie Dharma Buddy została przekazana od nauczyciela do ucznia w charakterystyczny dla późniejszego chanu sposób: poza słowami i literami. Tym samym Mahākāśyapa stał się pierwszym indyjskim patriarchą doktryny dhyāny. Przekazał on naukę serca Buddy Ānandzie, który został drugim patriarchą w linii przekazu dhyāny. Obaj patriarchowie byli całkowicie różnymi ludźmi. Mahākaśyapa słynął z surowości obyczajów, żył w celibacie i prowadził wiele różnych ascetycznych praktyk. Ānanda był z kolei dobrym, łagodnym i współczującym człowiekiem. Ich osobiste cechy znajdujemy w zenie i dziś, nierozerwalnie związane ze sobą. Ānanda przekazał Dharmę swojemu uczniowi i tak przekaz Dharmy Buddy odbywa się do dziś. (zobacz: Patriarchat zen).
28. patriarchą Indii stał się w V wieku n.e. Bodhidharma. Jako starszy człowiek udał się do Chin.

### Chiny – okres początkowy

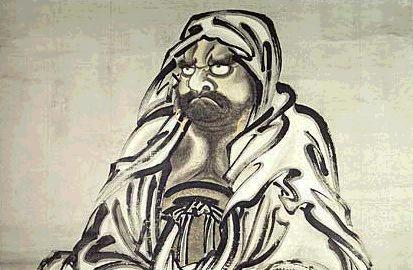
Bodhidharma

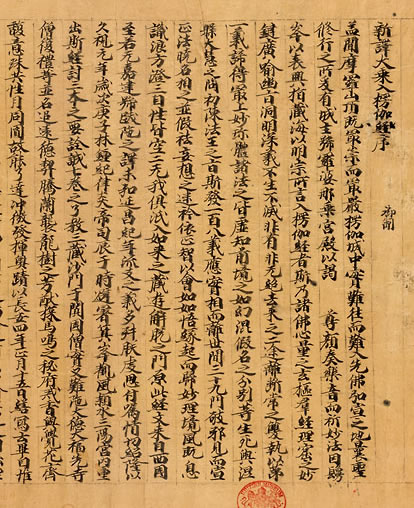
Strona Sutry Lankavatary

Po latach wędrówek Bodhidharma osiadł w końcu w klasztorze Shaolin.
W Chinach rozkwitały wówczas szeroko różne nauki i szkoły buddyjskie, które opierały się na obszernej literaturze i właściwie każda szkoła była związana z jakąś sutrą lub grupą sutr. Bodhidharma przywiózł z Indii tylko egzemplarz Mahāyānalankāvatāra sūtra i później przekazał go swemu następcy. Dlatego też chińską szkołę dhyāny nazywano w początkach jej istnienia szkołą Lankavatary. W odróżnieniu jednak od innych szkół buddyzmu zależnych od literatury kanonicznej, chan nie opierał się na tej sutrze; korzystano z niej na samym początku tylko ze względu na zawarty w niej opis doświadczenia oświecenia. Bodhidharma miał zaledwie kilku uczniów i Dharmę przekazał jednemu z nich – Huikemu.
Chociaż Bodhidharma uważany jest za założyciela szkoły i za osobę, która wypracowała jej teoretyczne i praktyczne podstawy, to jednak już sto lat wcześniej żył i działał właściwie pierwszy teoretyk dhyāny – Daosheng (360–434). Wiele z jego idei i intuicji odnajdujemy później jako teoretyczne podstawy chanu.
Szkoła chan była więc bardzo mała: mistrz i kilku uczniów. Jej charakter był dość surowy, a nawet ascetyczny. Medytacja była jeszcze bardzo podobna do medytacji stosowanej w hinayānie. Według pierwszych wyznawców chanu, medytacją był długotrwały wysiłek świadomości, dzięki któremu można było stać się bezpośrednio świadomymi tych jej źródeł, które wytwarzają naszą chęć do życia, nasze dążenie do niego lub też do czegoś większego od samego życia. Nie było to więc już zwyczajne myślenie, gdyż jest ono zawsze pośrednio lub bezpośrednio związane ze środowiskiem i zmysłami, i to nawet wtedy, gdy jest to tzw. myślenie abstrakcyjne.
Pierwsi wyznawcy chanu praktykowali w medytacyjnych odosobnieniach, z dala od miast i światowego życia, daleko w górach i w głębi lasów. Prowadziło to do życia w harmonii z naturą i wszelkimi jej przejawami, do osiągania spokoju, wyciszenia i otwarcia się dla intuicji. Nie posiadali swoich świątyń i klasztorów, a jednak z biegiem czasu wokół najwybitniejszych z nich, gromadzili się uczniowie i zwolennicy. W końcu mnisi z klasztorów różnych istniejących już w Chinach ortodoksyjnych tradycji buddyjskich, zaczęli ich obierać mistrzami medytacji. Także niektórzy mnisi obierali ich sobie za swoich nauczycieli i stąd w jednym klasztorze przebywali wyznawcy dawnych tradycji, jak i pierwsi mnisi chanu.
Huike – Drugi Patriarcha – miał również zaledwie kilku uczniów i Dharmę przekazał tylko jednemu z nich, tajemniczemu Sengcanowi (zm. 606). Jako Trzeci Patriarcha pozostawił po sobie słynny poemat Xinxin ming (Wierzący umysł), który jest pierwszym znanym i wyczerpującym wytłumaczeniem chanu w chińskiej literaturze. Jego pierwsza zwrotka, do dziś często przytaczana przez mistrzów zen, brzmi:
Wielka droga nie jest trudna,
Lecz porzuć rozróżnienia!
Gdy nie tworzysz ani miłości, ani nienawiści
Objawia się ona w całej jasności.
Sengcan miał prawdopodobnie tylko jednego ucznia i jemu przekazał Dharmę.
Czwartym Patriarchą został Daoxin (579–651). Był to jeden z punktów zwrotnych w historii chanu. Daoxin otworzył w górach pierwszy niezależny ośrodek nauczania chanu (tzw. szkoła Wschodniej Góry – chiń. Dong shan) i wkrótce zgromadziło się w nim ponad 500 uczniów. Samodzielność tego centrum podkreślało odrzucenie przez Patriarchę patronatu cesarskiego, zaproszenia do stolicy i tytułu Narodowego Nauczyciela. Sformułował także reguły dla swej wspólnoty, będąc tym samym prekursorem wyzwalania się chanu z okowów tradycyjnych, najczęściej hinajanistycznych reguł.
Według Lengjia shizu ji (Zapiski nauczycieli i uczniów Lankāvatary) metody Daoxina, które są już wyraźnym krokiem naprzód, w stronę dojrzałego chanu, można podzielić na pięć rodzajów:
- 1. Poznanie istoty umysłu; jego wewnętrzną istotą jest czysta jasność, która jest zasadniczo tożsama z Buddą.
- 2. Poznanie działania umysłu; jego działanie tworzy skarb Dharmy, jego aktywność jest zawsze spokojna, 10,000 złudzeń są wszystkie właśnie takie.
- 3. Bądź zawsze świadomy, bez przerwy; świadomy umysł istnieje teraz, odczuwa bezforemność rzeczy.
- 4. Zawsze postrzegaj ciało jako puste i spokojne, wewnętrzne i zewnętrzne łączą się w podobieństwie; pogrąż ciało w rzeczywistości, wtedy nie będzie żadnych przeszkód.
- 5. Podążaj jedną niezmienną drogą; w ruchu i spokoju umożliwiasz uczniowi czysto widzieć oświeconą naturę.

Daoxin używał terminu wusuo nian (dosł. nic w umyśle), a sednem jego nauki było zdanie Jeżeli urzeczywistnisz, że umysł jest zasadniczo nienarodzony i niezniszczalny oraz jest ostatecznie czysty i jasny, to samo w sobie jest to czystą krainą Buddy.
Wyraźnie widać, jak wielki krok uczynił Czwarty Patriarcha. Jego nauczanie zmierzało do nastawienia medytacyjnego obejmującego wszystkie przejawy życia, a nie podziału na czas praktyki i czas codziennego życia. To właśnie codzienne życie miało być absolutyzowane przez uczynienie go medytacją.

### Schizmy
Za czasów Daoxina nastąpiła także pierwsza schizma w szkole chan. Powstała górska szkoła niutou prowadzona przez jego ucznia Faronga i druga, główna, prowadzona przez późniejszego Piątego Patriarchę Hongrena. Linia przekazu Daoxina nosiła nazwę szkoły Wschodniej Góry (chiń. Dongshan)
Zachodni historycy chanu zwracają głównie uwagę na tzw. pięć szkół chanu środkowego okresu jego rozwoju i są one szeroko omawiane w różnych historycznych opracowaniach. Tymczasem wcześniej istniało w Chinach siedem szkół chanu wczesnego okresu jego rozwoju. Najważniejsze z nich odegrały olbrzymią rolę w rozwoju doktryny i praktyki. Były nimi szkoły: niutou, zhishen lub baotang, laomu’an heshang lub lao’an, heze, hongzhou, północna szkoła chan Shenxiu i południowa szkoła chan Huinenga nianshan nianfomo.
Szkoła niutou
Została założona przez mistrza chanu Niutou Faronga (594–657). Podstawą doktryny tej szkoły była Prajñāpāramitā sūtra i zapewne dlatego kładł on wielki nacisk na zrozumienie pustki (sans. śūnyatā), czyli niesubstancjalności. Farong był pod wpływem Nāgārjuny i podkreślał, że oświecenie, to stanie się dokonanym przez kontemplację pustki. Jego teoria zmierzała do wskazania drogi ukazującej zasadniczą pustkę wszystkich światowych i pozaświatowych dharm. Przez to objawienie, sprawy tego świata – które zwykle postrzegane są jako realne – ujawniają się jako złudne halucynacje niewiedzącego umysłu. Dopiero poprzez zrozumienie iluzoryczności natury wszystkich rzeczy i zjawisk, osiągana jest zdolność do odrzucenia wszelkich przywiązań, a tym samym przekroczenia cierpienia.
Tak więc szkoła ta skupiała się na podkreślaniu niezmiennego aspektu dharm, czyli ich pustki. Uznawała, że wszystkie cechy, zarówno światowe, jak i pozaświatowe (np. doświadczenie nirvāny czy samo oświecenie) zasadniczo nie istnieją. Był to więc pogląd negatywny i jako taki trudny do przyjęcia przez przeciętnego człowieka. Trzeba jednak podkreślić, że ta negatywna droga Faronga w połączeniu z pozytywnymi naukami szkoły hongzhou dała w wyniku doskonałą i obowiązującą do dziś drogę do oświecenia.
Szkoła lao’an
Nieco podobny charakter miała szkoła lao’an. Założył ją niezwykle długowieczny mistrz chanu Lao’an Hui’an (Songyue) (580–707), być może uczeń Piątego Patriarchy i przyjaciel Shenxiu. Mnisi tej szkoły także osiągali pustkę i rzadko kiedy przekraczali przywiązanie do niej. Dlatego styl tej szkoły był zbyt swobodny i zbyt egzystencjalny, aby zgromadzić wielką liczbę wyznawców, a tym samym przetrwać dłużej. Mimo więc tego, że wydała wielu zdolnych i wybitnych mistrzów, przetrwała zaledwie przez kilka pokoleń prowadzących ją nauczycieli.
Obie powyższe szkoły, a szczególnie ta druga, były bardzo swobodne a nieraz i dziwaczne. Cechował je przy tym dowcip i humor. Mistrzowie czy mnisi mieszkali w dziwnych i nieoczekiwanych miejscach (np. na drzewach), byli często pustelnikami i przyjaźnili się z tygrysami i innymi zwierzętami.

### Chan a kultura i polityka
Powoli kształtowały się wyodrębnione ośrodki praktyki chanu w miarę jak przybywało wyznawców i krzepły podstawy praktyki, nauczania i współżycia mnichów we wspólnotach. Daoxin miał już w swoim klasztorze 500 uczniów, a Hongren ponad 700. Coraz większą rolę odgrywała medytacja chanu i tworzyły się jej nowe podstawy. Wcześni wyznawcy chanu nie darzyli wielką uwagą buddyjskiej literatury, gdyż chan był szkołą coraz bardziej praktyczną, a nie teoretyczną, tak jak wielkie i starsze szkoły, nastawione głównie na filozofowanie, a zwane szkołami doktryny. To zdecydowanie praktyczne nastawienie, unikanie literatury i filozofowania, powodowało stały konflikt chanu ze szkołami doktryny, której przedstawiciele uważali chan za ikonoklastyczną herezję.
Chan zaczął akcentować przynależność człowieka do świata natury; świątynie i klasztory nosiły nazwy gór na jakich je wybudowano. Podobnie i pierwszy człon imienia mistrzów określał najczęściej miejsce, w którym przebywał. Mimo swoich antyintelektualnych, lecz jakże przecież racjonalnych przesłanek, chan nie nakazywał odsunięcia się od czynnego życia, literatury czy sztuki. Ukształtowane później klasztory chanu stawały się nieraz ważnymi ośrodkami rozwijania kultury duchowej. Wielu wybitnych poetów i malarzy było mnichami lub świeckimi wyznawcami jego idei. Zarzut bibliofobii i ikonoklazmu na pewno nie był w stosunku do chanu właściwy. To, że nie opierał się na żadnej sutrze wynikało także z pełnej otwartości szkoły; nauczyciel mógł swobodnie posługiwać się dowolnym tekstem jaki w danej chwili uznał za właściwy lub też w ogóle go pominąć. Chan, który bezpośrednio wnikał w ostateczną rzeczywistość nie uciekał się do żadnych pośredników. Jeśli ktoś wskazuje palcem na księżyc, a ty patrzysz na palec, to nie widzisz księżyca – stwierdzali mistrzowie, domagając się bezpośredniego uchwycenia prawdy.
Równocześnie chan rozwijał się wyłącznie dzięki swojemu wewnętrznemu dynamizmowi i dzięki wybitnym indywidualnościom, których naturalnie wykreował. Wszystkie inne szkoły buddyjskie wchodziły w bliskie kontakty z dworem cesarskim i arystokracją, i zabiegały o poparcie, donacje i wpływy. Chan unikał tego rodzaju zaangażowania; było zaledwie kilku mistrzów chanu, którzy weszli w bliskie kontakty ze światem polityki i to głównie nie ze swojej woli. Odnosi się to głównie do działalności północnej szkoły chanu.
Wszystkie klasztory chanu były równe. Wprowadzanie rang do monastycyzmu chanicznego rozpoczęło się w czasach Południowej Dynastii Song. Powstał system zwany pięć klasztorów i dziesięć świątyń. Przywilejami obdarzono wielkie kompleksy klasztorne (wraz z podległymi im mniejszymi) odłamu linji – yangqi. Oprócz pozytywów (wyróżnionym lepiej się wiedzie, powstanie niesłychanie wysokiej kultury związanej z chanem: malarstwa i literatury, ale także i rzemiosła) system ten przyniósł także poważne szkody temu, co można nazwać duchem chanu. Klasztory chanu zaczęły być modne i przychodzili do nich ludzie, dla których stały się one albo ucieczką, albo poczekalnią lub też miejscem, w którym spokojnie można tworzyć. Wszystko to uderzało rykoszetem w praktykę chanu.

### Chan ataoizm
Chan powstał w wyniku połączenia się buddyjskiej dhyāny z czysto chińskimi taoistycznymi ideami. Buddyzm, który w swej mahajanistycznej odmianie, wykazywał skłonności do tworzenia nowych synkretycznych nauk, potrafił dzięki temu dostosowywać swe nauki do różnych potrzeb ludzkich i zaspokajał dążenia ludzkie niezależnie od poziomu intelektualnego i kulturalnego ludzi. Chan zapewne dlatego m.in. odegrał tak wielką rolę w Chinach, gdyż potrafił w pełni wykorzystać, ale i całkowicie rozwinąć i nawet nobilitować dawne prebuddyjskie intuicje taoistów. Podstawowa taoistyczna zasada niedziałania (wu wei) stała się również podstawową zasadą chanu. W całej jego historii nawet najwięksi mistrzowie często odwoływali się do taoistycznej terminologii.

### Huineng a Shenxiu

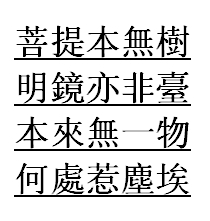
Gatha Huinenga z tzw. szkoły południowej

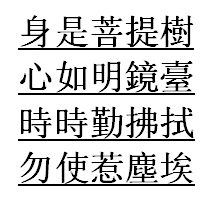
Gatha Shenxiu z tzw. szkoły północnej

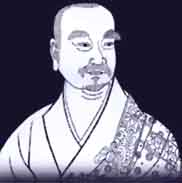
Shenxiu

Najwybitniejszymi uczniami Piątego Patriarchy byli Huineng i Yuquan Shenxiu. Obaj rywalizowali o następstwo Dharmy i obaj stali się później założycielami dwu rywalizujących ze sobą szkół chanu. Shenxiu założył tzw. północną szkołę stopniowego oświecenia, a Huineng – południową szkołę nagłego oświecenia. Ich wiersze ukazują wyraźnie, co ich dzieliło.
Wiersz Shenxiu ........................................................................ Wiersz Huinenga
Ciało jest drzewem Bodhi,........................................................W rzeczy samej nie istnieje drzewo Bodhi,
Umysł – jasną lustrzaną podstawą.............................................Ani też jasna lustrzana podstawa.
Czyść ją stale i gorliwie,...........................................................Skoro wszystko jest pustką od początku,
Nie pozwalając, aby przylgnął kurz..........................................Gdzież miałby osiadać kurz.
Różnica tkwi w tym, że Shenxiu zrozumiał, iż pustka jest formą, a forma jest pustką. Uwolnił się więc od przywiązania do nazwy i formy, chociaż dalej pozostał przywiązany do myślenia.
Tymczasem Huineng przekroczył poziom osiągnięty przez Shenxiu i jego wiersz świadczy, że osiągnął poziom ani pustki, ani formy, czyli wyzwolenie od przywiązania do nazwy, formy i myślenia. I dlatego został Szóstym i ostatnim oficjalnym Patriarchą chanu. Oba urzeczywistnienia wyraźnie można zobaczyć na kole zen.
- Szkoła Shenxiu

Szkoła Shenxiu była wielka i popularna, gdyż skłaniała się ku ortodoksji. Mimo tego wiemy o niej stosunkowo niewiele, chociaż w okresie jej rozkwitu właśnie z nią kojarzono chan; niewielka grupka Huinenga nie mogła się z nią równać. Oświecenie osiągane było przez stopniowe oczyszczanie umysłu z dualistycznych namiętności i myśli, aż wrodzona monistyczna i jasna natura człowieka zostanie ponownie odkryta i jej wrodzone jakości ponownie się ujawnią. Szkoła ta więc najprawdopodobniej praktykowała styl stopniowa praktyka – stopniowe oświecenie. Żeby było ciekawiej, wszyscy myśleli, że to właśnie Shenxiu jest Szóstym Patriarchą.
- Szkoła Huinenga

Szkoła prowadzona przez Huinenga była szkołą niewielką, która początkowo nie przyciągała wyznawców. Zapewne jedną z przyczyn tego była nieortodoksyjność nauk Huinenga. Otóż Szósty Patriarcha uważał, że medytacja (chiń. ding) i intuicja (chiń. hui) są tym samym. Uważał, że oświecenie nie jest wynikiem stałego oczyszczania, ale aktem nagłym, nie wynikającym z jakiś głębokich przemyśleń, z jakiegoś wgłębiania się w idee, czy przeróżnych wstępnych praktyk. Jego doktryna o nagłym oświeceniu oparta była m.in. na takich kluczowych ideach jak: bez myślenia (ch. wunian) i bez przywiązania (ch. wuzhi). Ogólnie można powiedzieć, że była to doktryna bez umysłu (ch. wuxin) i od samego początku niczego nie ma (ch. benlai wuyiwu). Huineng był analfabetą i zapewne to, obok genialnej intuicji i wielkiego oświecenia czy urzeczywistnienia, pozwoliło mu na zerwanie z chińskiego buddyzmu indyjskiej tendencji do odwrócenia się od świata i nacisku na czytanie sutr i studia doktrynalne oraz filozofowanie, czemu tak bardzo uległ buddyzm chiński tych czasów. Huineng ukształtował ostatecznie podstawy doktryny chanu, a wszyscy późniejsi mistrzowie tworzyli na tych mocnych podstawach ustanowionych przez Szóstego Patriarchę.
To, że ostateczne zwycięstwo odniosła mała szkoła Huinenga, zawdzięczać można jego uczniowi. Nazywał się Heze Shenhui (668-770) i to on rozpoczął działania na rzecz uznania Huinenga za prawdziwego Szóstego Patriarchę (w opinii większości był nim Shenxiu) i rozpropagowania nagłych nauk Huinenga w Luoyangu, gdzie znano tylko nauki szkoły północnej.
Po wyniesieniu nagłego oświecenia na pozycję ortodoksji, stopniowe nauczanie północnej szkoły było bagatelizowane przez nauczycieli wszystkich nowych szkół chanu. Niewątpliwie Shenxiu nie posiadał wielkiej metafizycznej wnikliwości i stąd metody praktyki zawierały pewne niedostatki. Zwykle zarzucano tej szkole, że jej nauki prowadziły do tego, co nazywamy symulowaniem czy robieniem czegoś (ch. yuzuo, yuwei) zamiast robienia niczego, bycia w sobie (ch. zuxing) czy też podstawowego niedziałania (ch. wuwei). Shenxiu i Huineng szanowali się nawzajem, a Huineng przecież nawet powiedział Dharma nie jest ani nagła (ch. dun), ani stopniowa (ch. jian), ale ludzkie przebudzenie się może być wolne lub szybkie. Paradoksalnie, w wielkiej dyskusji między stopniowymi szkołami indyjskimi a nagłą szkołą chanu, która odbyła się w tybetańskim klasztorze Samje w 792 r., chan reprezentowany był przez mistrzów szkoły północnej, a więc stopniowej! Dla szkół indyjskich stopniowość szkoły północnej okazała się być nagłością...
Charakterystyczną także cechą obu szkół było to, że dla Huinenga najważniejszą rzeczą była prajñā, a dla Shenxiu – dhyāna. Jednak szkoła Huinenga i w tym była dalej – utożsamiała bowiem prajñę z dhyāną, a z tego wynikało podkreślenie nagłego czy natychmiastowego przebudzenia się świadomości.

### Szkoły heze i hongzhou
- Szkoła heze

Szkoła Shenhuia przez zwolenników Huinenga uważana była za ortodoksyjną, czyli najbardziej prawidłową linię przekazu Dharmy Szóstego Patriarchy. Jeszcze za życia swego założyciela odniosła wielki sukces, ponieważ zastąpiła szkołę północną, której ośrodki zostały zniszczone podczas rebelii An Lushana (安祿山 755–756). Szkoła heze miała opinię bardzo intelektualnej. Niestety uczniowie Shenhuia byli znacznie mniejszego formatu i szkoła ta zaczęła stosunkowo szybko zanikać. Ostatnim mistrzem tej tradycji był słynny i wybitny mistrz chanu i teoretyk chanu Guifeng Zongmi (780–841). Był on także patriarchą wielkiej szkoły buddyjskiej huayan, której pewne idee zostały przez niego wprowadzone do chanu. Jego wpływ dotrwał do wielkich prześladowań buddyzmu w 845 r., po czym szkoła heze zniknęła.
Teoretycznymi podstawami jej doktryny były dwa aspekty natury umysłu: niezmienność (absolut) i przystosowanie się (względność). Pełnym urzeczywistnieniem było rozpoznanie symbiozy pomiędzy nagłym przebudzeniem i stopniową praktyką oraz zrównoważeniem ich jakości.
- Szkoła hongzhou

Szkoła ta była jedyną z siedmiu, która przetrwała dynastię Tang Założona została przez ucznia Huinenga mistrza chanu Nanyue Huairanga (677-775). Mówiąc o tzw. południowej szkole chanu, zawsze myśli się o linii przekazu Dharmy Nanyue. Ale właściwą nazwą tej szkoły była hongzhou. Właśnie w niej rozwinął się styl praktyki, który później (i dziś) utożsamiany był z całym chanem. Było to zasługą ucznia Nanyuego, słynnego Mazu Daoyi i jego wybitnych następców. Dharma szkoły była idealistyczna i pozytywna, co zdecydowanie odróżniało ją od szkół niutou i lao’an – negatywnych i egzystencjalnych. Tak więc wszystkie różniące się zjawiska były postrzegane jako przejaw niedualnej natury buddy, która zawierała pełnię Absolutu: niezmienne cechy umysłu – w takim samym stopniu, jak i jego względne, adaptacyjne właściwości. Wyrażenie Mazu Umysł jest Buddą sygnalizuje tę główną koncepcję. Jednak nie należy zapominać, że powiedział on także później Ani umysł, ani Budda.
Przebudzenie oznaczało tu intuicyjne zrozumienie, że wszystkie myśli i rozróżniające czynności są niczym innym, jak samą naturą Buddy, a więc równie prawdziwe. Była to więc akceptacja wszystkich rzeczy, z równoczesnym ignorowaniem różnic pomiędzy pozytywną cnotą a negatywną wadą. Szkoła hongzhou preferowała styl nagłe przebudzenie – nagła praktyka.

## Chan dojrzały. Złoty okres chanu za dynastii Tang
W okresie panowania dynastii Tang (618–906) istniało już wiele klasztorów chanu, które stały się mocnymi ośrodkami zarówno nauczania, jak i kultury. Cesarze zwykle darzyli mistrzów chanu wielkimi względami i często zostawali ich uczniami lub wzywali do nauczania na dworze cesarskim. Jednak nawet w chwili całkowitego prawie opanowania Chin przez różne tradycje buddyjskie, wielkie prześladowania buddyzmu w 845 r. zmiotły z powierzchni ziemi ok. 45,000 klasztorów i świątyń. Wszystkie, a zwłaszcza starsze szkoły buddyzmu zaczęły od tego czasu podupadać, a większość wkrótce przestała w ogóle istnieć. Z tego niewyobrażalnego, choć jak to bywa na Dalekim Wschodzie, bezkrwawego pogromu, dwie szkoły buddyzmu wyszły prawie bez strat: chan zong i jingtu zong (szkoła Czystej Krainy).
Dla obu tradycji będzie to miało już wkrótce wyraźne skutki. Ruch chan stał się najpopularniejszą formą buddyzmu w Chinach zapewne z wielu powodów. Na pewno szczególnie odpowiadał umysłowości Chińczyków, ludzi wesołych, bezpośrednich, mocno związanych z życiem, praktycznych i dość dalekich od teoretyzowania. Chan był przyjmowany nawet przez najmniej wykształcone warstwy społeczeństwa. Wiązało się to m.in. z tym, że właśnie wśród tych warstw społeczeństwa szeroko rozpowszechnione były idee taoistyczne i nastawienie antyintelektualne i praktyczne.
Chan zaproponował wówczas już w pełni rozwiniętą ideę medytacyjnego nastawienia we wszystkich sprawach życia, w codziennych działaniach i najprostszych, nawet trywialnych czynnościach. Nie studiowano tu doktrynalnych tekstów, nie filozofowano tylko zmierzano bezpośrednio do celu, czyli oświecenia. Wierzono przy tym, że natura Buddy istnieje wrodzenie we wszystkich ludziach, a więc można ją osiągnąć przez bezpośredni przekaz z umysłu nauczyciela do umysłu ucznia, bez potrzeby wyrażania słowami i poza wszelkimi werbalnymi technikami. Chan kładł także nacisk na to, że wyzwolenie czy urzeczywistnienie siebie jest w rękach każdego człowieka, zależy tylko od niego, a nie od jakiejkolwiek i czyjejkolwiek (nawet Bożej) łaski.
Bezpośrednie objawienie może nastąpić z całym przedmiotem. Jest to zgodne z na pozór prostym zmysłowym doświadczeniem, w którym czerwone jest czerwone, a zielone jest zielone, bez mieszania jednego wrażenia z drugim, co właśnie występuje w pełnym takich przemieszań życiu. Mistrzowie chanu (i współcześnie mistrzowie zen) posługują się dla zobrazowania tego lustrem. Jeśli czerwień jest poza lustrem, pozostaje ono czyste. Jeśli czerwień znajduje się przed lustrem, jest ono czerwone. Tylko czerwone. Gdy czerwone znika sprzed lustra, ono znów jest czyste. Gdy z kolei pojawi się przed nim zieleń, lustro jest tylko zielone, bez mieszania zielonego z czerwonym. Skoro więc czerwone jest czerwone, a zielone jest zielone, zatem Ja to Ja. Ale tak jak czerwień zostaje zepsuta przez zmieszanie jej z zielenią, tak też i natura Ja traci swą wrodzoną jasność i czystość, gdy psuta jest przez namiętności i pożądania.
Wielkość Buddy polega m.in. na tym, że zrealizował on oba indyjskie poglądy – spekulatywny i praktyczny – z całą ich twórczą logiką, oraz pogląd chiński, z całą jego bezpośredniością i natychmiastowością. Pewnego dnia Budda poprosił mnichów, aby zrobili kilka kroków po ziemi i następnie poprosił, aby powiedzieli, co czuli. Mnisi opisali ziemię, kamyki, żwir itd. Byli niezwykle zaskoczeni, gdy Budda wykrzyknął Co? Czy nie czuliście swoich stóp?! Idąc dalej tym tropem, uprzytamniamy sobie, że we wszystkich osobistych doświadczeniach możemy być zdolni do urzeczywistnienia naszej zasadniczej natury ja i to nie jako przedmiotu wśród przedmiotów, ani też jako podmiotu wśród podmiotów, lecz właśnie tak jak jest. Gdy czerwone jest czerwone i objawia się właśnie jako takie, bez porównań z czymś innym, czyli bez tego, co możemy nazwać przypisywaniem jakiś dodatkowych, nieistniejących cech, to wtedy JA jestem JA w mojej własnej naturze ja. Tygrys to wcale nie jest duży domowy kotek, jak to rodzice przedstawiają swoim dzieciom. Tygrys jest tygrysem, kotek jest kotkiem. Wężowi nie trzeba dorabiać nóg, on jest już kompletny. A my założylibyśmy mu jeszcze na te nogi skarpetki. Dwójka jest dwójką, a nie tylko zbiorem jedynek.
Po śmierci Huinenga chan zaczął się rozwijać w wielu kierunkach, między innymi dlatego, że Szósty Patriarcha nie przekazał już dalej szaty i misek Buddy, symbolizujących oficjalny patriarchat i przekaz Dharmy stał się bardziej demokratyczny. W wyniku tego powstało pięć szkół chanu środkowego okresu jego rozwoju, zwanych także pięcioma domami chanu. Doprowadziła do tego działalność dwóch uczniów Huinenga; byli nimi Qingyuan Xingsi (zm. 740) i Shitou Xiqian (700–790). Nauczanie pierwszego pozwoliło na powstanie szkół caodong, fayan i yunmen, a drugiego: guiyang i linji. W około 150 lat później w ramach domu linji powstały jeszcze dwie podszkoły: yangqi i huanglong.

## Wybitni mistrzowie chanu
Mazu Daoyi (707–788)
Dzięki niemu rozwinęły się techniki nauczania tak charakterystyczne dla późniejszej szkoły linji – spadkobierczyni tradycji hongzhou.
Był pierwszym mistrzem, który wprowadził pewne sposoby, bezpośrednio prowadzące uczniów do stanu wunian (bez myślenia). Był eksperymentatorem i pionierem licznych metod, które zostały doprowadzone do doskonałości przez jego następców. Jako pierwszy zadał uczniowi pytanie, na które nie było odpowiedzi, aby w chwili, gdy uczeń borykał się nad odpowiedzią, krzyknąć mu do ucha he! Spodziewał się, że ów wstrząs wprowadzi ucznia w niedualny stan umysłu. Za oświecenie uważał Mazu wgląd we własną naturę (chiń. jianxing), rozumiany jako intuicyjne zrozumienie kim i czym jestem. Ustanowił on właściwie pedagogiczne podstawy nowego chanu. Nie trzeba było już poszukiwać jakiejś szczególnej zdolności umysłu do oświecenia, gdyż każde zachowanie jest umysłem czy ujawnieniem natury Buddy. Pstryknięcie palcami, zmarszczenie brwi, kaszlnięcie, uśmiech, złość, smutek czy pragnienie są działaniem umysłu Buddy, są Dao, są Drogą. Nie ma potrzeby jakiś szczególnych działań – bycie naturalnym jest drogą. Chodzenie naturalnie, siedzenie naturalnie, spanie naturalnie, życie naturalnie – jest Drogą. Pozwolenie umysłowi być swobodnym: nie zakładanie robienia dobra, nie zakładanie robienia zła – jest Drogą. Nie ma Prawa, aby go przestrzegać, ani stanu Buddy, aby go osiągać. Drogą jest utrzymywanie wolnego umysłu i nie odstępowanie od pustki. Jeśli nie zakładam robienia dobra i nie zakładam robienia zła, to wtedy mogę żyć właściwie.
Baizhang Huaihai (720–814)
Był on kolejną wielką postacią tego okresu. Jego działalność to kolejny punkt zwrotny w historii chanu. Baizhang założył na górze Daxiong (zw. też Baizhang) pierwszy klasztor chanu z dokładnymi i całkowicie odrębnymi od innych reguł przepisami utworzonymi w Chinach i dla Chińczyków. Mistrz kładł także wielki nacisk na pracę fizyczną mnichów chanu, co wyraził słynnymi słowami Bez pracy, bez jedzenia. Jego księga klasztornych reguł Baizhang ging gui została zagubiona, ale dalsze życie wspólnot mnisich było prowadzone zgodnie z jej treścią. Baizhang jest dziś jednym z najbardziej szanowanych nauczycieli chanu, zwłaszcza ze względu na ostateczne wyodrębnienie chanu i stworzenie reguł mnisiego życia. To właśnie jego działalność spowodowała, że od tej pory pojawiło się w Chinach pojęcie szkoły chan.

## Rozwój myśli
Chan nie rozwijał się w próżni. Gdy studiuje się podstawowe nauki rozwijane zwłaszcza w kręgu dwu głównych szkół chanu, a więc caodong i linji, można zauważyć, że oparte one były na metafizycznych spekulacjach wielkich buddyjskich umysłów Fazanga (643–720) i Chengguana (738–839), którzy rozwijali filozofię szkoły huayan. Dlatego nauka „wuwei pianzhen” (pięć relacji pomiędzy szczególnym a powszechnym) stworzona przez założyciela szkoły caodong, którym był wybitny mistrz Dongshan Liangjie i „siliaojian” (cztery procesy wyzwolenia z subiektywności i obiektywności) stworzone przez założyciela szkoły linji Linji Yixuana są ściśle związane z doktrynami o tożsamości tego, co rzeczywiste, prawdziwe z postrzeganym Fazanga oraz czworakiego dharmadhātu Chengguanga. Trzeba tu jednak zaznaczyć podstawową różnicę w podejściu do tych zagadnień przez szkoły huayan i chan. Ta pierwsza była przede wszystkim szkołą teoretyczną, a druga – szkołą przede wszystkim praktyczną. Dla chanu była to więc głównie próba usystematyzowania praktyki i ujęcia jej w jakieś ramy, a nie temat do filozofowania.

### Szkołacaodong
Podstawą praktyki było „tylko siedzenie” (ch. zhiguan dazuo). Praktykujący dążył do obserwacji własnego umysłu w spokoju. Nazywano to spokojną refleksją, odzwierciedlaniem (ch. mozhao chan) lub spokojem bez myślenia (ch. anwunian). Po rewolucji dokonanej przez Huinenga, szkoła caodong pozostała wierna bardziej tradycyjnej linii, zachowując jeszcze elementy, które przetrwały z buddyzmu indyjskiego. Dialektyka Dongshana wyrażona przez niego w systemie wuwei uważana jest za jedno z ostatnich wielkich wyrażeń metafizycznej myśli chińskiej. Był to, ogólnie mówiąc, pewien rodzaj kosmologicznej dialektyki, którą często dla ułatwienia wykładu przedstawiano przy pomocy zestawu pięciu kół lub przez relację Gość – Gospodarz czy też Książę – Wasal. Szkoła caodong stosunkowo najdłużej utrzymała swoje wpływy i niezależność, ale i ona uległa rosnącej w siłę szkole linji.

### Szkołalinji

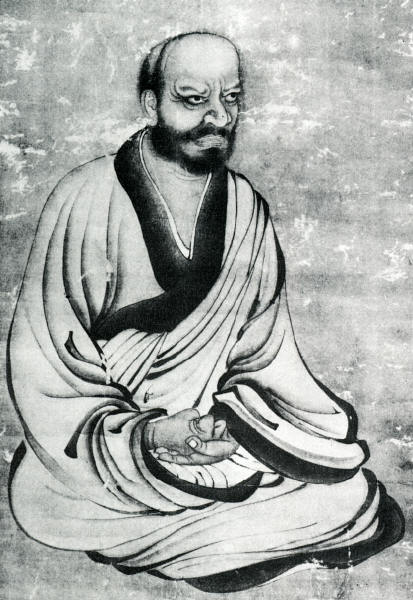
Linji Yixuan

Założył ją Linji Yixuan, uważany za najpotężniejszego mistrza chanu w całej jego historii. Rozwinął on idee wypracowane przez wybitnych jego poprzedników ze szkoły hongzhou. Przede wszystkim, o ile nawet nie stworzył, to rozwinął to, co nazywamy dialektyką irracjonalności. W jego szkole nie uprawiało się cichego i pogodnego siedzenia. Dharma Linji, to uwalnianie uczniów od przywiązań do podmiotów i przedmiotów. Służyło temu wiele metod, które mistrz rozwinął albo też stworzył. Aby doprowadzić uczniów do przebudzenia używano okrzyków, uderzeń, specyficznych dialogów między nauczycielem a uczniem (ch. wenda) oraz nieograniczonej liczby metod indywidualnych, zależnych od wytworzonej między mistrzem a uczniem sytuacji (wskazanie czegoś, wykręcenie nosa, wprowadzenie w błąd itd.). Najważniejszą praktyką, zwłaszcza w późniejszym okresie, była praca z gong’anem, czyli szczególnym pytaniem (na które nie ma odpowiedzi) lub szczególną odpowiedzią, np. absurdalną, zaprzeczającą ogólnie znanej prawdzie, szokującą itd. Linji stworzył także czterostopniowy system relacji podmiotu i przedmiotu (ch. si liao jian) i „sibinzhu” – system czterech relacji pomiędzy gościem a gospodarzem. Były one wynikiem krytyki przez Linji teorii przebudzenia umysłu, która rozwinęła się w szkole caodong.
Szkoła linji stosowała typ praktyki, który można określić jako „nagłe przebudzenie – nagła praktyka” (w tej kolejności!). To właśnie ten typ praktyki stał się ortodoksją szkoły chanu po tym, jak tradycja linji odniosła oszałamiający sukces i po ostatecznym wchłonięciu przez nią wszystkich innych szkół chanu. Mistrzowie chanu tej szkoły uważali więc, że ponieważ natura umysłu jest już w pełni wyposażona we wszystkie chwalebne jakości, to zostaje ona objawiona w pełni przez całkowite, doskonałe oświecenie i wobec tego nic już nie pozostaje do uprawiania, ponieważ wszystkie jakości tej natury objawiły się równocześnie. Dlatego nagłe przebudzenie ku naturze umysłu przynosi natychmiastową doskonałość wszystkich chwalebnych jakości, czyli nagłą praktykę.

#### Polemika obu szkół
Według szkoły caodong termin „zheng zhong lai” określa to, że znaczenie słowa istnieje bez słów. Oznaczało to, że przebudzony umysł wyłania się z nicości. Ponieważ niedziałanie jest tym samym, co nicość, z niedziałania wynika działanie. Stąd wzięła się spokojna medytacja tylko siedzenie.
Szkoła linji przeciwstawiała się takiej zwykłej medytacji forsując metodę gong’anową huatou.

### Szkołaguiyang
Tradycja ta została założona przez mistrza chanu Guishana Lingyou (771–853) i jego ucznia nazwiskiem Yangshan Huiji (814–890). Dla tej szkoły ważne było codzienne życie i dlatego przeciwstawiała się ona idei wycofania ze świata. Uważano, że cielesne, fizyczne życie samo w sobie mogło się stać całkowicie oświecone i przekształcone. Praktyka nastawiona była więc na urzeczywistnienie swojej zasadniczej natury (mistrzowie używali tu terminu „pierwotna twarz”), a szczególnie dużą wagę przykładano do samego powrotu z zasadniczej natury do funkcjonalnych działań pomagających światu. Był to chan spokojny, bardzo rozważny, prosty, o mocnych związkach nauczyciela z uczniami. Oświeceniem był tu brak więzów rzeczywistości i pozorów, a więc osiągnięcie źródła wszystkiego, miejsca pobytu wiecznej podstawowej natury i jej formalnego wyrażenia, miejsca, gdzie aktywność i zasada nie są dualistyczne, i gdzie znajduje się prawdziwa takość Buddy. Yangshan stworzył również bardzo ważne dla późniejszego chanu rozróżnienie pomiędzy chanem Tathagaty a chanem Patriarchów. Chan Tathagaty przedstawiał wysoki poziom duchowego życia, lecz wciąż należący do etapu wiary, medytacji, ascetyzmu i zawartego w pismach. Chan Patriarchów był spontanicznym wyrażeniem bezpośrednich intuicji pochodzących z prawdziwego ja. Yangshan nazwał go etapem osobowości, przeciwstawiając etapowi wiary.

### Szkołayunmen
Tę bardzo wpływową szkołę założył wybitny mistrz chanu Yunmen Wenyan (862–949).
Yunmen uważał, że wszelkie nauki są bezużyteczne, a wyjaśnienia robią więcej szkody niż pożytku i coś naprawdę wartościowego nie może być nauczone. Dla niego ważne było przede wszystkim doświadczenie. To jego podejście spowodowało, że był jednym z najbardziej dynamicznych mistrzów chanu, który wiele zdziałał w dziedzinie bezjęzykowego przekazu. Używał jednak także mocnych słów i gwałtownych metod, aby przez wstrząs doprowadzić ucznia do oświecenia. Pragnął, aby działania jego uczniów były jasne i czyste. Mówił więc Gdy siedzisz, siedź; gdy idziesz, idź; a przede wszystkim się nie wahaj. Słynne były jego krótkie, najczęściej jednowyrazowe, odpowiedzi na wyszukane nieraz pytania. Nazywano je „jednowyrazowymi barierami”.
Nauczanie było bardzo dokładne i wymagało już rozwiniętej duchowości, dlatego było za trudne dla rozpoczynających naukę. To, że Yunmen tak gwałtownie atakował słowami swoich uczniów miało na celu zniszczenie wszelkich oczekiwań i uprzedzeń uczniów różnicujących pomiędzy stałym Ja a zmiennymi złudzeniami, aby mogli urzeczywistnić dharmakāyę.

### Szkołafayan
Została założona przez mistrza chanu Fayana Wenyi (885–958).
Na jego nauczanie wielki wpływ miała Huayanjing (Avatamsaka sūtra) i nauki szkoły huayan, jak również i tradycja vijñāptimatraty. Nauczanie w tej szkole było bardzo łagodne, bez kijów, uderzeń i okrzyków. Fayan był zdecydowanym realistą i mistykiem metakosmosu. Ostateczna rzeczywistość istnienia była dla niego całkowicie pozbawiona wszelkich przymiotów; była bezforemną pustką. Wszystkie rzeczy były xin, czyli umysłem (jednak w j. chińskim nie ma rozróżnienia na serce i umysł – xin oznacza serce-umysł). Znaczyło to, że każda forma w świecie jest wytworem umysłu i dlatego nie tylko opisywała go, ale i przedstawiała. Urzeczywistniając poziom absolutny, pozostawało się stałym pośród zmiennych zjawisk. Szkoła ta dochodziła więc do tego samego celu, co i inne szkoły, ale jej drogą było otwieranie uczniów na bezgraniczne horyzonty kosmosu. Wszystkie rzeczy we wszechświecie świadczą o Absolucie i prowadzą do niego. Oświeceniem było doświadczenie Jednego Umysłu. Nauczanie było dość powolne, gdyż przykładano wielkie znaczenie do słów – musiały one ściśle wyrażać doświadczenie ucznia.
- Szkoła guiyang przetrwała przez około pięć pokoleń nauczycieli, szkoła yunmen – przez około 200 lat, szkoła fayan przez kilka pokoleń, wielka i wpływowa szkoła caodong zaczęła upadać po ok. 600 latach istnienia. Wszystkie zostały zdominowane przez szkołę linji, najbardziej dynamiczną i ekspansywną. Duch wszystkich szkół przetrwał jednak do dziś i każdy bystrooki mistrz zen z pełną swobodą korzysta z nauk wszystkich tych tradycji i ich wybitnych nauczycieli.

### Gong’an
W trakcie rozwoju chanu kształtowała się powoli nowa metoda nauczania. Było nią wykorzystanie anegdotek o mistrzach chanu w podobnej do okrzyku i uderzenia roli – odcięcia myślenia czy też zatrzymania go.
Początki tej metody stworzył wybitny mistrz szkoły hongzhou Mazu Daoyi. Kolejni mistrzowie przejmowali ją i rozwijali; odbywało się to głównie w szkole hongzhou, a później w szkole linji. Przełom nastąpił, gdy mistrz chanu Huanglong Huinan (1002–1069), założyciel szkoły-odłamu linji nazywanej huanglong, stworzył dla lepszego sprawdzania swoich uczniów test, zwany później „trzema barierami Huanglonga”. Wkrótce też zaczęły powstawać całe zbiory takich historyjek o mistrzach, ich wenda, ich walkach Dharmy itd. Za pierwszy taki zbiór uważa się Biyan lu (Księgę Błękitnej Skały), której autorem był mistrz szkoły yunmen Xuedou Chongxian (980–1052). Drugim zbiorem były Congrong lu (Zapiski Wielkiego Spokoju), który skompletował i skomentował mistrz chanu Hongzhi Zhengjue (1091–1157) ze szkoły caodong. Trzecim zbiorem jest Wumenguan (Bezbramna brama), stworzony przez mistrza chanu Wumena Huaigaia (992–1049) z drugiego odgałęzienia szkoły linji – yangqi. Te trzy niewielkie książeczki odegrały w dalszej historii chanu olbrzymią rolę.
Stopniowo ukształtowało się pojęcie gong’anu (pierwotnie słowo to znaczyło publiczny przypadek), który dzięki swojemu sformułowaniu, nierzadko paradoksalnemu, zmuszał ucznia do rozwiązywania go na innej, niż intelektualna, drodze. Użycie tych historyjek w roli gong’anu zawdzięczamy mistrzowi chanu z linii przekazu yangqi – Yuanwu Keqinowi (1063–1135).
Gong’an, to szczególne ćwiczenie dla umysłu, poza myśleniem, zalecane przez mistrza chanu i to w takiej postaci, że gwałci ono wszelkie logiczne założenia, a tym samym przywiązania naszego umysłu. Gong’an stawia ucznia przed bezdenną czeluścią lub nieprzebytym murem. Tu następuje odcięcie myślenia, intelektu rozróżniającego, który w takim wypadku zawsze ukazuje swoją bezradność. Inaczej mówiąc, poprzez gong’an umysł jest całkowicie zbity z tropu. Dlatego też odpowiedź niebędąca wyrazem najgłębszej natury ucznia, nie jest przyjmowana przez nauczyciela. Gong’an jest więc testem informującym o głębi zrozumienia ucznia, gdyż natychmiast ukazuje stany jego umysłu, jego podświadomość.
Obok mozhao chan – spokojnego siedzenia uprawianego w szkole caodong – chan introspekcji gong’anu, tj. kanhua chan szkoły linji stał się drugim typem chanu tego okresu.

### Chan introspekcji gong’anu a chan cichego oświecenia
Jedną z głównych idei chanu jest wrodzone oświecenie „odczuwających istot”. Jedynie złudny i dualistyczny umysł spostrzega różnicę pomiędzy ułudą a oświeceniem. Zatem stało się problemem, jakie praktyki powinny być odpowiednie dla doprowadzenia ucznia do oświecenia. Zwykle na ten temat w historii rozwoju chanu się nie mówiło, jednak sprawa ta właściwie tworzyła rodzaj owocnego napięcia w chanie. Wokół tego problemu rozwinęły się różne tendencje, jednak najbardziej fundamentalne powstały między tymi, którzy uważali, iż takie rzeczy jak studia i praktyka medytacyjna są na pewnym poziomie konieczne, a tymi, którzy odrzucali jakikolwiek wysiłek w kierunku osiągnięcia oświecenia, jako dualistyczny i powiększający tylko ułudę. Ponieważ były to dwie skrajności, większość mistrzów chanu sytuowała siebie gdzieś pośrodku. Nie mogli zaprzeczyć, że większość „odczuwających istot” jest bardzo daleko od oświecenia, ale również nie kwapili się do dyskusji nad praktycznymi krokami, które przyniosłyby koniec ułudy i wprowadziły w oświecenie.
Rozwój cichej iluminacji i introspekcja gong’anu jako podejścia do praktyki, podkreślił zdecydowanie niejasności związane z doktryną wrodzonego oświecenia. Cicha iluminacja kładła nacisk na cudowny świat wrodzonego oświecenia, które jest obecne już wtedy, gdy praktykujący siedzi w niedualistycznej medytacji i jest jego świadomy. Chan introspekcji gong’anu natomiast podkreślał, że dopóki nie zobaczymy naszej własnej oświeconej natury w roztrzaskującym wszystko przełomowym zdarzeniu, wszelka rozmowa o wrodzonym oświeceniu jest tylko pustymi słowami. Ta debata jest nieustannie obecna w całym chińskim chanie i japońskim zenie. Jedynie koreański sŏn nie zna tego problemu, gdyż właściwie od samego początku standardem stała się praktyka introspekcji gong’anu (kanhua chan).

### Polemika
Między zwolennikami obu tych typów praktyki chanu, czyli między przedstawicielami szkół caodong i linji doszło do kontrowersji na temat użycia gong’anów. Przedstawicielem caodong był mistrz Hongzhi Zhengjue (1091–1157), a przedstawicielem linji był jego serdeczny przyjaciel Dahui Zonggao (1089–1163). Dahui utrzymywał, że introspekcja gong’anu jest nadrzędną metodą dla osiągnięcia oświecenia, podczas gdy Hongzhi uważał, że oświecenie osiąga się dzięki spokojnemu siedzeniu i doprowadzeniu umysłu do całkowitego uspokojenia i pustki. W rzeczywistości jednak Dahui wcale nie występował przeciwko właściwej praktyce medytacji i faktycznie mocno ją faworyzował, jednak w siedzeniu chanu (ch. zuochan) głównym zadaniem była introspekcja gong’anu. Ze swej strony Hongzhi, aczkolwiek przyznawał zdecydowanie pierwszeństwo medytacji cichego oświecenia, nie czynił praktyki gong’anowej zbędną. Echa tej dyskusji właściwie trwają do dziś, chociaż atak Dahui był bardzo skuteczny i ostatecznie szkoła caodong została wchłonięta przez szkołę linji.

## Dynastia Song (960-1297). Rozkwit i początek schyłku chanu w Chinach
Za panowania tej dynastii Chiny przeżywały niezwykły rozkwit materialny, kulturalny i duchowy. Rozwijała się literatura, zakładano biblioteki (Koreańczycy już wynaleźli druk). Państwo było skonsolidowane i posiadało skuteczny i wykształcony aparat administracyjny. Spisy ludności wykazywały, że 98% społeczeństwa było wyznawcami buddyzmu, a dwa pozostałe procenty stanowili uczeni konfucjańscy. Równocześnie jednak i w samym buddyzmie chińskim zachodziły zmiany; różne szkoły buddyjskie powoli zamierały, a chan i szkoły amidyczne coraz bardziej się rozwijały.

### Chan ajingtu
Ostatecznie wiodącą rolę zaczęły pełnić tylko dwie tradycje: chan i jingtu (szkoła Czystej Krainy). Gdy zaczęły dominować w życiu religijnym Chińczyków, rozpoczął się kolejny, dość dziwny na pierwszy rzut oka, proces – obie szkoły zaczęły się łączyć. Proces ten był dziwny dlatego, iż doktryna chanu podkreślała, że człowiek zbawia się sam, dzięki własnemu wysiłkowi i własnej sile, pozostając niezależnym od wszelkich bogów i ich łaski. Jingtu natomiast propagowała ideę zbawienia dzięki sile zewnętrznej, a mianowicie dzięki łasce buddy Amitābhy (chiń. Emituofo). Jeśli jednak spojrzymy na historię chanu, zobaczymy, że już Czwarty Patriarcha włączał do praktyki chanu praktykę nianfo (recytowania imienia Buddy), chociaż jej celem był jedynie skoncentrowanie umysłu, a nie poddanie się zewnętrznej sile i liczenie na cudzą pomoc. Ale właściwy proces łączenia obu tradycji rozpoczął się ok. X wieku. Mistrz chanu ze szkoły fayan Yongming Yanshou (904–975) był już jednocześnie patriarchą szkoły Czystej Krainy. Podobnie trzej następni patriarchowie tej szkoły byli mistrzami chanu. W XVI wieku mistrz Zhuhong Lianchi (Yunqi) (1535–1615) podjął próbę rewitalizacji chanu poprzez syntezy jego nauk z doktryną jingtu zong, jednak w perspektywie nie dało to spodziewanych efektów.

### Schyłek chanu
Przed mongolską inwazją na Chiny w 1279 roku, buddyzm chan był w apogeum swojego rozwoju, zarówno jeśli chodzi o jego społeczny prestiż jak i zakres instytucjonalnych posiadłości. W państwie istniał narodowy system bogato wyposażonych i oficjalnie uznanych klasztorów i świątyń, zawierających wspaniałe budynki, wspierany przez bogatych i dobrze ustosunkowanych patronów, oraz liczne rzesze mnichów. Idee pochodzące z chanu wpłynęły na wysoką kulturę chińską tak mocno, że nawet przeciwnicy buddyzmu używali fraz chanu i filozoficznych przesłanek buddyzmu.
Jednak właśnie wtedy można było zobaczyć - a poświadczenie tego znajduje się w tekstach autorytatywnych nauczycieli tego okresu - iż chan jako pojazd wiodący do oświecenia wkracza w okres schyłkowy. Szkoła chan, która powstała w ramach chińskiego buddyzmu walcząc z formalizmem, sentymentalnym posłuszeństwem i klerykalnymi schematami, została w tym okresie owładnięta przez to, przeciwko czemu podniosła rewoltę. Styl chanu był imitowany, a jego istota - pomijana. Metody chan były adaptowane przypadkowo, bez doświadczonego wglądu koniecznego do ich efektywnego działania. Świetne prosperowanie chan w świecie nie było przeszkodą dla prawdziwych wyznawców szkoły chan. W najlepszym wypadku instytucjonalna obecność i społeczna akceptacja chanu mogły być środkiem realizowania prawdziwego celu nauk buddyjskich - szerzenia świadomości o możliwości oświecenia dla każdego, podwyższaniu moralnych i etycznych standardów w społeczeństwie oraz pomagania potrzebującym i łagodzenia cierpienia. W przypadku najgorszym - bogactwo i prestiż głównych klasztorów chan niosło chroniczne niebezpieczeństwo dla prawdziwej działalności chanu, dzięki przyciąganiu światowych uwikłań w postaci ambitnych mnichów oraz arystokratycznych patronów walczących o zasoby dobrze wyposażonych świątyń.
W chwili kiedy finanse klasztorów stały się priorytetem, wielu mnichów chan zajęło się dostarczaniem laikatowi magicznych formułek i przesądnych nadziei. Świetnie prosperujące świątynie stały się rajem dla ludzi szukających komfortowego schronienia przed wymaganiami, które nakładało na nich społeczeństwo. I co najważniejsze, w okresie zamieszek w czasie zmian dynastii, bogactwo dużych buddyjskich instytucji czyniło z nich łatwy cel dla grasujących armii
Olbrzymia popularność chanu zaowocowała pojawieniem się fałszywych nauczycieli i nieszczerych uczniów. Klasyczne środki nauczania zdewaluowały się, zmieniając się we frazesy i pustą formę. Do tego zamieszki i walki w kraju spowodowały, że wiele klasztorów chanu zostało obrabowanych i spalonych.
To, że chan przetrwał ten tragiczny okres zawdzięczać należy mistrzom chan i ich szczerym i zaangażowanym uczniom. Mistrzowie chan nie byli przeciętną chińską inteligencją, dla której podbój Chin przez Mongołów był dewastacyjnym ciosem w ich światopogląd i w to, jak siebie postrzegali. Mistrzowie chan nie byli także mnichami nastawionymi na karierę, których życie rozpadło się, gdy instytucje, w których przebywali, utraciły patronat i prestiż lub zostały zniszczone.
Dla chanu ideałem był bodhisattwa i mistrzowie chan utożsamiali się z nim. Wszelkie zapiski szkoły chan z tego okresu ukazują mistrzów działających na wiele sposobów. Niektórzy byli nauczycielami, a inni nie. Jedni żyli w odosobnieniu od świata i niewiele o nich wiadomo. Inni stali się sławni i przyciągali uczniów. Niektórzy odeszli z buddyjskich instytucji tych czasów, a inni działali właśnie w nich. Część z nich starała się je zreformować. Niektórzy byli elokwentnymi intelektualistami, a inni - małomównymi wieśniakami. Niektórzy unikali spraw publicznych podczas gdy inni mieszali się w politykę. Jedni żyli w górskich miejscach odosobnień, inni działali w miastach i miasteczkach. Niektórzy gardzili zapisanymi słowami, inni zbierali i publikowali teksty buddyjskie. Jedni wypowiadali się przeciwko rytuałom, inni prowadzili ośrodki, w których rytuały odgrywały główną rolę.
W tym okresie nastąpiło szerokie wprowadzenie do chanu praktyk związanych z Czystą Krainą. Głównie była to praktyka nianfo - recytowania imienia buddy Amitabhy. Dla wyznawców chanu nie była to jednak praktyka dewocjonalna, ale "zręczny środek" będący potężnym narzędziem ogniskującym rozproszony umysł.
Od końca XIII wieku rozpoczyna się powolny schyłek chanu, tak powolny, że mimo utraty wielu linii przekazów i wielu tradycji, mimo wymordowania wielu mistrzów chanu po II wojnie światowej (pod zarzutem że są właścicielami ziemskimi), przetrwał on w Chinach do dziś. Chan wchłonął ostatecznie szkołę Czystej Krainy i zapewne była to jedna z przyczyn schyłku. Jingtu, ze swoją wiarą w łaskę z zewnątrz, doprowadziła do obniżenia wartości praktyki chanu, zwłaszcza poprzez zniszczenie jej podstaw moralnych i specyficznego wysiłku chanicznego. Wyznawca chanu musiał w swoim życiu zdecydowanie utrzymywać najwyższe wartości moralne, gdyż folgowanie swoim pragnieniom i pożądaniom całkowicie niszczyło praktykę medytacyjną. Wyznawca jingtu liczył na łaskę z zewnątrz i wierzył w bezgraniczną dobroć buddy Amitābhy, dlatego nie troszczył się zbytnio o swoją moralność, zabijał nawet zwierzęta itd. Kolejną przyczyną zmierzchu chanu była jego olbrzymia popularność, która automatycznie obniżała poziom praktyki, gdyż motywacje uczniów nie były czyste; w większości wypadków nie chodziło już o praktykowanie Drogi, lecz o modę, ucieczkę od świata, zdrowie itd. Chan zresztą tak przeniknął umysły ludzi wschodu, że stracili oni tak ważny dla prawidłowej praktyki umysł początkującego. Wiedzieli tak dużo, że trudno było doprowadzić ich do urzeczywistnienia, gdyż praktyka zaczęła się formalizować (nastąpiło przywiązanie do formy praktyki) oraz intelektualizować, zwłaszcza w praktyce gong’anowej.
W okresie wielkiego kryzysu chanu (jak i w ogóle buddyzmu) w wieku XV i XVI utracono wiele linii przekazu Dharmy oraz zaniknęły trzy szkoły chanu: fayan, yunmen i guiyang. Jak głęboka to była zapaść, świadczy to, że w okresie ponad 150 lat od końca XIV w. do początków XVI w. zanotowano tylko cztery nazwiska mistrzów chanu. Byli nimi Konggu Jinglong (1387–1466), Chushan Shaoqi (1403–1473), Dufeng Jishan (1443–1623) i Xiaoyan Debao (1512–1581).
Jak zanotował Huang Zongxi (1610–1695):
| Przed erą Wanli, styl nauczania chanu prawie całkowicie zaniknął. [Linie przekazu] yunmen, fayan i guiyang wszystkie wyginęły. Nauki szkoły caodong były przekazywane tylko w tajemnicy. Linji wydawała się także na granicy wymarcia. |

Nastąpił także upadek monastycyzmu; reguły klasztorne uległy zapomnieniu. Praktyka chanu została całkowicie sformalizowana i zrytualizowana. Praktyka gong’anowa została zredukowana do czytania poszczególnych przypadków. Praktyka medytacji uległa prawie całkowitej redukcji. Pierwszym mistrzem w tym kryzysowym okresie, który propagował praktykę medytacji chanicznej, był Yungu Fahui (1500–1579). W swoim klasztorze Tianjie wprowadził w 1549 r. 7-dniowe odosobnienia medytacyjne i nauczał techniki kanhua. Jednym z jego uczniów był przez jakiś czas Hanshan Deqing.

## Okres panowania Mandżurów

### Rewitalizacja chanu w XVII w.[9]
Wiek XVII był w Chinach okresem kryzysu i wielkich zmian, wynikłych z podboju Chin przez Mandżurów i założenia własnej dynastii Qing. Był to także okres, w którym cała Azja wschodnia cierpiała z powodu kryzysu władzy i ogólnej politycznej niestabilności.
Chan, który rozwijał się jeszcze nawet w okresie dynastii Yuan, popadł następnie w wielkie uśpienie na dwieście lat, czyli zasadniczo przez wieki XV i XVI. Był to okres panowania dynastii Ming (1368–1644). W okresie ogólnego chaosu w kraju wynikającego z przejścia z panowania Mingów do panowania Mandżurów, ożywiono buddyzm chan w zinstytucjonalizowanej formie. Zaczęto ponownie cenić ideę nagłego oświecenia, przywrócono przekaz Dharmy – niezwykle ważny mechanizm tworzący chaniczną wspólnotę i mistrzów chanu. Odszukano dawne zapisane nauki mistrzów chanu, jak również ich genealogie i wydawano je; równocześnie tworzono nowe. Działalność wydawnicza była tak efektywna, że po podliczeniu wszystkich tytułów wydanych w latach 1400–1900, okazało się, że najwięcej wydano w XVII w. Pojawiła się wielka liczba nowych klasztorów, w których kierowano się dawnymi Czystymi Regulacjami Chanu (chiń. qinggui).
Chan został zrewitalizowany bazując na ideałach stworzonych w okresie Tang (618–907) i Song (960–1272).
Za prekursorów tego renesansu chanu uważa się trzech wybitnych mistrzów chanu z końcowego okresu dynastii Ming. Byli nimi: Zibo Zhenke (1543–1603), Zhuhong Lianchi (1534–1615) i Hanshan Deqing (1546–1623). Ukształtowali oni w wielkiej mierze kształt chanu pod koniec Mingów. Był to okres panowania cesarza Wanli (1573–1620).
Nową fazę ożywienia spowodowała działalność takich mistrzów jak Miyun Yuanwu (1566–1642), Hanyue Fazang (1573–1635), Feiyin Tongrong (1593–1662) i Muchen Daomin (1596–1674).
Odnowione zostały dwie wielkie szkoły chińskiego chanu: linji i caodong. Ze wszystkich linii przekazu najbardziej aktywna była linia mistrza szkoły linji Miyuna Yuanwu. Miał on 12 spadkobierców (pierwsze pokolenie), drugie pokolenie liczyło już 495 spadkobierców Dharmy, a trzecie osiągnęło 1168 spadkobierców, co przekroczyło wszelkie inne transmisje Dharmy w całej historii chanu.
Przywrócono dawny styl nauczania w szkole linji, czyli spotkania mistrza z uczniem, w czasie których spodziewano się, że mistrz wpłynie na oświecenie ucznia. Jako ortodoksję przyjęto nagłe oświecenie. Nastąpił renesans gwałtownych metod stosowanych dawniej w szkole linji, czyli okrzyków i uderzeń. Po okresie zmieszania się praktyki chanu z praktyką szkoły Czystej Krainy, metody te nagle okazały się nowością, a tym samym wykazały się skutecznością. Sam Miyun Yuanwu był nazywany „drugim pojawieniem się Linjiego Yixuana”.
Pod koniec XVII w. praktykę chan ogólnie rozumiano już jako medytację, a szczególnie medytację nad „krytycznymi zdaniami” (chiń. huatou), która tak była propagowana przez mistrza Dahui Zonggao. Pierwszym mistrzem, który na nowo propagował chaniczną medytację był Yungu Fahui (1500–1579). W swoim klasztorze Tianjie wprowadził w 1549 r. nawet 7-dniowe odosobnienia medytacyjne. Popularne stały się także indywidualne odosobnienia medytacyjne (chiń. biguan) i małe cele (chiń. chanku) pojawiały się w takich miejscach jak np. góra Wutai.
Oprócz ożywienia szkół linji i caodong zupełnie nieoczekiwanie znaleźli się mistrzowie, którzy poczuli tak silną więź z dawno wygasłymi szkołami chanu, że także usiłowali je zrewitalizować. Nawet jeszcze w okresie dynastii Song pojawił się mistrz Fadeng Murong, który uważał się za spadkobiercę szkoły północnej (stopniowego oświecenia). Nieco później utożsamiał się z tą tradycją mistrz Zhongshan Guangzhu (1248–1341). W XV i XVI w. zrewitalizowali ją na krótko mistrz chanu Ruiyan Guanglei (1369–1481) i jego wnuk w Dharmie Yu’an Changzhen (zm. 1581). W XVII w. mistrz Xuejiao Yuanxin, jeden z głównych uczniów mistrza Huanyou Zhengchuana (1549–1614), zrezygnował z zostania spadkobiercą jego Dharmy, gdyż uważał siebie za kontynuatora szkoły yunmen.
Chociaż XVII-wieczny chan starał się bazować na ideałach chanu z okresu Tang i Song, to jednak nie był on odtworzeniem „złotego okresu chanu”, a stworzeniem chanu według własnych wyobrażeń jakie były praktyki, ideały i nauki dawnego chanu. Co więcej – jedną z głównych przyczyn jego rekreacji była działalność intelektualistów konfucjańskich, wśród których nastąpiło wielkie zainteresowanie tymi naukami. I to oni narzucili jeszcze swoje własne wyobrażenia, a nawet kontrolowali mistrzów chanu, którzy sami byli przekonani, że praktykują oryginalny chan.
Gdy w XVIII w. nastąpiła zmiana sytuacji społeczno-politycznej w kraju, intelektualiści konfucjańscy stracili zainteresowanie chanem i chan w krótkim czasie znów podupadł. Przyczyną tego było bardzo słabe ugruntowanie autentycznej praktyki chanicznej. Mistrzowie szkoły linji stosowali, na wzór ich wielkich poprzedników, uderzenia i okrzyki, ale był to wyraz zrytualizowania chanu, a nie wyraz spontanicznej reakcji na jednostkową sytuację, jaką było spotkanie mistrza z uczniem.

## Dalsze losy
Po gwałtownych wydarzeniach w wieku XVIII chan znowu zniknął z publicznego widoku.
W latach 1850–1937 nastąpił ponowne ożywienie chanu, co było zasługą świeckiego buddysty nazwiskiem Yang Wenhui (1837–1911).
Buddyzm jako chan przetrwał w Chinach do dziś; prawie wszystkie klasztory buddyjskie określają się jako klasztory chanu.

## Rozprzestrzenianie się chanu
W okresie swojego największego rozwoju, chan szybko rozprzestrzenił się na sąsiednie kraje: Koreę, Wietnam i Japonię.

### Korea –sŏn
Koreańczycy niezwykle wcześnie zetknęli się z buddyzmem i z chanem. Już w VII wieku uczniem Czwartego Patriarchy Dayi Daoxina został koreański mnich Pŏmnang. Założył najstarszą linię przekazu Dharmy, która kontynuowana była przez szkołę sŏn (ch. chan) hŭiyang. Nieco później praktykował nauki północnej szkoły chanu mistrza Shenxiu Taejo Chigong (703–779). Uczniami szkoły Mazu Daoyi, czyli hongzhou byli: Hyeso (773–850); T'onghyo Pŏmil (810–889), założyciel szkoły sŏn sagul; Hyŏnuk (787–869), założyciel szkoły sŏn pongnim; uczniami Xitanga Zhicanga byli: Hongch'ŏk (IX wiek), założyciel szkoły sŏn silsang; Hyech'ŏl (785–861), założyciel szkoły sŏn tongni; Toŭi (zm. 825), założyciel szkoły sŏn kaji. Uczniem Magu Baozhe był Muyŏm (799–888), założyciel szkoły sŏn sŏngju; uczniem Nanquana Puyuana był Toyun (797–868), założyciel szkoły sŏn saja; uczniem Yunju Daoyinga był Iŏm (869–936), założyciel szkoły sŏn sumi. Tych dziewięć szkół sŏn jest znanych jako Dziewięć górskich szkół sŏn.

### Wietnam –thiền
Niektórzy uważają, że tradycja dhyāny trafiła do Wietnamu dzięki nauczycielowi medytacji i tłumaczowi nazwiskiem Tăng Hội w III wieku. W V wieku dotarł do Wietnamu indyjski nauczyciel medytacji Dharmadeva, który przekazał Dharmę uczniowi nazwiskiem Thích Huệ Thắng. Około 580 r. przybył z Chin Vinitaruci (zm. 594) (wiet. Tỳ Ni Đa Lưu Chi), niewątpliwie towarzysz podróży Bodhidharmy, i założył szkołę thiền (chiń. chan). Pháp Hiền odziedziczył po nim Dharmę. Szkoła ta przetrwała od przez 19 pokoleń mistrzów (ok. 650 lat). Około 820 r. wrócił do Wietnamu z Chin uczeń Baizhanga (720–814) (i jednego z jego uczniów) Vô Ngôn Thông. Spadkobiercą Dharmy został Cảm Thành. Szkoła przetrwała ponad 17 pokoleń. W XI wieku powrócił z Chin Thảo Đường, uczeń Xuedou Chongxiana (980–1059) obdarzony tytułem Quốc sư (chin. Guoshi – Narodowy Nauczyciel)

### Japonia –zen
Chan przeniósł do Japonii mnich Dōshō (628–670); praktykował u Hui’ana, ucznia Drugiego Patriarchy chanu Huike. Założył pierwsze miejsce praktyki zenu w Japonii w Narze, ale nie pozostawił linii przekazu Dharmy. W VIII wieku do Japonii przybył chiński mistrz chanu Daoxuan (702–748), uczeń mistrza szkoły północnej Pujiego (651–739). Nieco później przybył z Chin uczeń mistrza Yanguana Qi’ana (752–842) Yigong (?). Jednak Japonia nie była jeszcze gotowa do przyjęcia chanu i o tych prekursorach wkrótce zapomniano. Musiały jeszcze upłynąć trzy wieki zanim mnich Kakua (ur. 1142) udał się do Chin, praktykował u Fohaia Chanshi (Huiyuan) z linii yangqi (1103–1176), powrócił do kraju, bez sukcesu propagował chan i w końcu udał się w góry, aby praktykować go samotnie. Punktem zwrotnym był dwukrotny pobyt w Chinach Myōana Eisaia (1141–1215). W jego ślady poszli: Eisai Dōgen Kigen (1200–1253) jeden z najwybitniejszych mistrzów zen i jeden z najgłębszych myślicieli Japonii, oraz Enni Ben’en (1202–1280).

## Literatura dodatkowa

### Dzieła ogólne
- Robert E. Buswell, Jr. The Korean Approach to Zen: the Collected Works of Chinul. 1983
- Heinrich Dumoulin. Zen Buddhism: A History. India and China. Macmillan Publishing Company. Nowy Jork, 1990. ISBN 0-02-908220-X.
- Andy Ferguson. Zen’s Chinese Heritage. Wisdom Publications. Boston, 2000. ISBN 0-86171-163-7.
- Red. Peter N. Gregory. Traditions of Meditation in Chinese Buddhism. University of Hawaii. Honolulu, 1996 ISBN 0-8248-1088-0.
- Sung Bae Park. Buddhist Faith and Sudden Enlightment. State University of New York Press. Albany, 1983 ISBN 0-87395-674-5.
- John C.H. Wu. The Golden Age of Zen. Image Books/Doubleday. Nowy Jork, 1996 ISBN 0-385-47993-X.
- Lu K’uan Yu (Charles Luk). Ch’an and Zen Teaching, tom 2. Samuel Weiser, Inc. York Beach, 1993. ISBN 0-87728-795-3.
- Lu K’uan Yu (Charles Luk). Ch’an and Zen Teaching, tom 2. Samuel Weiser, Inc. York Beach, 1993. ISBN 0-87728-797-X.
- Lu K’uan Yu (Charles Luk). Ch’an and Zen Teaching, tom 2. Samuel Weiser, Inc. York Beach, 1993. ISBN 0-87728-798-8.
- R. H. Blyth. Zen and Zen Classics. Tomy 1-5. The Hokuseido Press. Tokio, 1974 (brak ISBN)
- Daisetz Teitaro Suzuki. The Training of the Zen Buddhist Monk. Charles E. Tuttle Co., Inc. Boston, 1994 ISBN 0-8048-3042-8.
- Red. Kenneth Kraft. Zen. Tradition & Transition. Grove Press. Nowy Jork, 1989 ISBN 0-8021-3162-X.
- Tł. J.C. Cleary. Zen Dawn. Early Zen Texts from Tun Huang. Shambala. Boston, 1986 ISBN 0-87773-359-7.
- Thomas Cleary. The Five Houses of Zen. Shambala. Boston, 1997 ISBN 1-57062-292-2.
- Red. Stephan Schuhmacher i Gert Woerner. The Encyclopedia of Eastern Philosophy and Religion. Shambala. Boston, 1989 ISBN 0-87773-433-X.

### Mistrzowie
- Przekaz Umysłu. Nauczanie mistrza zen Huang-po, „Miska ryżu” 2002 (przekład z tłumaczenia angielskiego)
- Natychmiastowe Przebudzenie. Nauczanie mistrza zen Hui-hai, „Miska ryżu” 2003 (przekład z tłumaczenia angielskiego)
- Niczego już więcej nie poszukujcie. Nauczanie mistrza zen Lin-chi, „Miska ryżu” 2003 (przekład z tłumaczenia angielskiego)
- Kamienny most. Nauczanie mistrza zen Chao-chou, „Miska ryżu” 2004 (przekład z tłumaczenia angielskiego)
- Budda o słonecznym obliczu. Nauczanie mistrza zen Ma-tsu, „Miska ryżu” 2004 (przekład z tłumaczenia angielskiego)
- Pusta przestrzeń. Nauczanie mistrza zen Pai-chang, „Miska ryżu” 2005 (przekład z tłumaczenia angielskiego)
- Wkraczając w góry. Nauczanie mistrza zen Tung-shan, „Miska ryżu” 2005 (przekład z tłumaczenia angielskiego)
- Brama chmur. Nauczanie mistrza zen Yun-men, „Miska ryżu” 2006 (przekład z tłumaczenia angielskiego)
- Sutra Szóstego Patriarchy Hui-nenga wraz z jego komentarzem do Sutry Diamentowej, „Miska ryżu” 2006 (przekład z tłumaczenia angielskiego)
- Twarzą do ściany. Nauczanie Bodhidharmy i pierwszych patriarchów zen, „Miska ryżu” 2007 (przekład z tłumaczenia angielskiego)
- Przekaz lampy. Pierwotne nauki zen, „Miska ryżu” 2008 (przekład z tłumaczenia angielskiego)
- Cicha iluminacja. Mistrz zen Hongzh „Miska ryżu” 2008 (przekład z tłumaczenia angielskiego)
- Mistrz zen Keizan. Tł. Thomas Cleary. Transmission of Light. Zen in the Art of Enlightenment. 1992
- Tł. Burton Watson. The Zen Teachings of Master Lin-chi. Shambala. Boston, 1993. ISBN 0-87773-891-2.
- Tł. J.C. Cleary i Thomas Cleary. Zen Letters. Teachings of Yuanwu. Shambala. Boston, 1994 ISBN 0-87773-931-5.
- Perle Besserman i Manfred Steger. Crazy Clouds. Zen Radicals, Rebels & Reformers. Shambala. Boston, 1991 ISBN 0-87773-543-3.
- Tł. Urs App. Master Yunmen. Kodanshi International. Nowy Jork, 1994 ISBN 1-56836-005-3.
- Tłum. John Blofeld. The Zen Teaching of Huang Po. Shambala. Boston, 1994 ISBN 0-87773-969-2.
- Tł. James Green. The Recorded Sayings of Zen Master Joshu. Shambala. Boston, 1998 ISBN 1-57062-414-3 (chodzi o Zhaozhou!).
- Cheng Chien Bhikshu. Sun Face Buddha. The Teachings of Ma-Tsu and the Hung-chou School of Ch’an. Asian Humanities Press. Berkeley, 1993 ISBN 0-87573-022-1.
- Tł. Thomas Cleary. Instant Zen. Waking Up in the Present. North Atlantic Books. Berkeley, 1994 ISBN 1-55643-193-7.
- Red. Nelson Foster i Jack Shoemaker. The Roaring Stream. A New Zen Reader. The Ecco Press. Hopewell, 1996 ISBN 0-88001-344-3.

### Zbiory gong’anów, kōanów
Tradycyjne
- Tłum. Thomas Cleary. Book of Serenity. Lindisfarne Press. Hudson, 1990 ISBN 0-940262-25-8.
- Tłum. Thomas Cleary & J.C. Cleary. The Blue Cliff Records. Shambala. Boston i Londyn, 11992 ISBN 0-87773-622-7.
- Oprac. Kōun Yamada. Gateless Gate. 1979

Współczesne
- Red. Jean Smith. 365 Zen: Daily Readings. Harper San Francisco, 1999 ISBN 0-06-251602-7.
- Zen Master Seung Sahn. Zen. The Perfect Companion. Black Dog & Leventhal Publishers, Nowy Jork, 2003 ISBN 1-57912-279-5.